# La Joaqui
Joaquinha Lerena de La Riva, née le 25 octobre 1994, aussi connue sous son nom de scène La Joaqui, est une chanteuse, compositrice et actrice argentine. Elle est devenue célèbre grâce à ses chansons Butakera, Tu amor et Dos besitos qui se sont hissées dans le top 15 de l'Argentina Hot 100 (en), publié par la revue Billboard.
Elle est considérée comme l'une des pionnières féminines du freestyle et l'une des plus importantes du RKT (es) en Argentine,. En tant qu'actrice, elle est brièvement apparue dans la deuxième saison de la série dramatique El marginal.

## Biographie
Elle est née le 25 octobre 1994 à Mar del Plata, elle a déménagé avec sa mère à Tamarindo (es) au Costa Rica, mais est retournée dans sa ville natale en Argentine durant son adolescence, où elle a habité dans la maison de sa grand-mère maternelle,,. Son intérêt par la musique a commencé lorsqu'elle avait 18 ans, l'emmenant à participer à deux occasions au Red Bull Batalla de Gallos (es) en 2014 et 2015, une des compétitions de freestyle en Amérique latine, où elle est devenue la première femme à se qualifier pour ce type d'événement et à atteindre les demi-finales,.
En 2016, elle a avec le rapeur Coqueéin Montana sa première fille appelée Shaina alors qu'elle est âgée de 22 ans,. Sa seconde fille née en 2018, fruit d'une autre relation.

## Carrière

### 2013-2021: Débuts, premières chansons et performances
En 2014, La Joaqui sort son premier single Efecto 27. En 2015, après de son passage dans des compétitions de rap, elle sort Perdón mamá por mi vida loca, puis Oh rayos,. L'année suivante, en 2016, elle publie le single Maldita bendita. Mais ce n'est qu'en 2017, lorsqu'elle rencontre à Cazzu (es) et qu'ils créent ensemble la chanson Ay papi, qui marque sa première œuvre musicale de grande importance, étant une collaboration très puissante et très attendu par les fans de la scène musicale, car elle réunit deux des plus grands noms de la scène musicale du pays de l'époque,. Peu après, elle sort les chansons Gaucho, No siento nada et Más mala yo. En 2018, elle apparaît en tant qu'actrice invitée dans la série policière El marginal durant la deuxième saison, où elle interprète Mecha, la petite amie de Diosito, joué par Nicolás Furtado. Alors que sa carrière explose en tant que rappeuse et actrice, plusieurs problèmes surgissent dans sa vie ce qui l'empêchent la poursuite de sa carrière, laissant ses fans perplexes, ne comprenant pas les circonstances dans lesquelles l'artiste a pris une telle décision dans l'un des meilleurs moments de sa vie.
Après un an d'absence, La Joaqui reprend sa carrière musicale et sort son premier single Cuantas veces, qui est inclus dans son premier album studio intitulé Harakiri (2019) et a été produit par Oliver, son ami et DJ qui a fait partie de EL As! Producciones. Il l'a également aidée et motivée à reprendre sa carrière musicale, en s'occupant de ses affaires en tant que manageur. Son premier album est composé de 8 chansons et son son est caractérisé par du sad trap. Cette même année, elle sort les chansons Querido rey et Violenta,. En juin 2020, elle sort le single Gangster en même temps que son premier album live The White Room. En septembre, elle collabore avec Louly sur la chanson Detox et en novembre de la même année, Elle sort la chanson 90's. En même temps, elle participe au remix Solita avec Mechi Pieretti et Cazzu.
Début 2021, La Joaqui sort la chanson Experiencia, où elle revient au rap. Elle sort ensuite la chanson Lassie en collaboration avec L-Gante, dans laquelle elle s'essaie au RKT (es). Lassie est le premier single de La Joaqui à entrer dans l'Argentina Hot 100 (en), atteignant la 54e position. Peu après, La Joaqui interprète le rôle de Shinty dans un épisode de la série pour jeunes Días de gallos (es) de HBO Max,. En octobre, La Joaqui participe aux Turreo Sessions #6 de DJ Tao et le mois suivant, elle sort son nouveau titre solo Tarjeta Gold. Plus tard dans l'année, elle collabore à la chanson Saveiro avec Perro Primo et DT Bilardo ; elle sort le single Cristianas, où elle explore les sons du reggaeton,.

### 2022-Présent:Butakeraet succès commercial en Argentine
En janvier 2022, La Joaqui présente le single Pica, sa première collaboration avec le défunt chanteur El Noba (es). Peu de temps après, elle sort le titre Un montón en collaboration avec la chanteuse espagnole Juicy Bae. En mai, elle sort le single 38 je joins à Kenzy et May Creizy, deux artistes indépendantes auxquelles elle souhaite donner de la visibilité. Peu après, elle collabore avec le DJ Alan Gómez sur le single Mission 08 et sur scène au festival Lollapalooza Argentina 2022 (es). Elle enchaine avec les collaborations Session en el Barrio #2 avec Gusty DJ et GD avec DJ Tao,.
Fin juillet 2022, l'artiste sort le single Butakera, qui marque sa deuxième collaboration avec El Noba et le DJ Alan Gómez. La chanson a un succès progressif, passant sur les stations de radio, les chaînes de télévision et les plate-formes numériques, notamment sur TikTok où elle devient virale,. Grâce à cette performance, le single atteint la 9e place de l'Argentina Hot 100, la 8e place en Uruguay et la 63e place au Paraguay. En septembre, La Joaqui sort la chanson Tu amor, une cumbia romantique avec DJ Alex, qui atteint la 15e place de l'Argentina Hot 100.
En octobre 2022, La Joaqui sort la chanson Dos besitos en collaboration avec Salas et Gusty DJ. Le single devient son plus grand succès de sa carrière solo, atteingnant la 4ème place de l'Argentina Hot 100. Plus tard, elles sort les singles Mañosa et Traidora qui un succès plus modéré dans les charts en Argentine,. Enfin, en décembre, elle sort son premier EP intitulé Barbie copiloto, qui comprend plusieurs de ses singles précédents.
Début 2023 sort le single Muñecas, une collaboration avec Tini et le DJ américain Steve Aoki. Le single débute à la 5e place de l'Argentina Hot 100 et se hisse à la 3e place quelques semaines plus tard,. Au même moment, la CAPIF certifie la chanson avec un disque d'or, ce qui équivaut à 20 000 copies vendues sur le territoire argentin. Plus tard, elle sort le titre Omar algo anda mal #5 avec le producteur de musique Omar Varela.
Le 6 juin 2023, elle annonce via son compte Instagram, qu'elle va se mettre temporairement en retrait de la musique, en raison d'un stress traumatique, afin de prendre soin de sa santé et de son bien-être. Elle décide de ne plus donner de concert. Le 18 septembre de cette même année, elle annonce par le biais d'un live Instagram son deuxième album studio intitulé Mal Aprendida. Il sort en novembre de la même année.

## Discographie
Albums studios
- 2019 : Harakiri[7]
- 2023 : Mal aprendida

Albums lives
- 2020 : The White Room (Live Session)[19]

EP
- 2022: Barbie copiloto[55]

## Tournées musicales
2023 : Mal aprendida Tour-ra

## Télévision
| Année | Titre                     | Chaîne             | Rôle           | Notes                                                                       |
| ----- | ------------------------- | ------------------ | -------------- | --------------------------------------------------------------------------- |
| 2018  | El Marginal               | Televisión Pública | Mercedes Mecha | Rôle récurrent (saison 2)                                                   |
| 2021  | Días de gallos (es)       | HBO Max            | Shinty         | Participation spéciale. Saison 1, épisode 2 : Como una mosca en la telaraña |
| 2023  | Got Talent Argentina (es) | Telefe             | Jury           | Saison 4                                                                    |

## Prix et nominations
| Année | Travail nommé   | Cérémonie                             | Catégorie                                    | Résultat   |
| ----- | --------------- | ------------------------------------- | -------------------------------------------- | ---------- |
| 2023  | Barbie Copiloto | Prix Carlos Gardel                    | Meilleur album de musique urbaine            | Nomination |
| 2023  | Butakera        | Prix Carlos Gardel                    | Meilleure chanson de musique urbaine         | Nomination |
| 2023  | Elle-même       | Prix Juventud                         | Nouvelle génération féminine                 | Nomination |
| 2023  | Muñecas         | Prix Juventud                         | Meilleure collaboration pop / musiqe urbaine | Nomination |
| 2023  | Muñecas         | MTV Millennial Awards (es)            | Vidéo de l'année                             | Nomination |
| 2023  | Muñecas         | Prix Quiero (es)                      | Meilleure clip de fête                       | Nomination |
| 2023  | M.A (Remix)     | Prix Quiero (es)                      | Meilleure clip de fête                       | Lauréate   |
| 2023  | Glock           | Prix Quiero (es)                      | Meilleur clip de rap / trap / hip hop        | Nomination |
| 2023  | Vikingos        | Premios BAMV Fest (es)                | Clip de musique urbaine                      | Nomination |
| 2023  | Elle-même       | Premios Martín Fierro de la Moda (es) | Artiste musicale avec le meilleur style      | Nomination |
| 2024  | Elle-même       | Prix Lo Nuestro                       | Révélation féminine                          | Nomination |